# Poker
Poker je razširjena igra s kartami. Za poker so značilne stave in nadigravanje, zmagovalec kroga pobere cel dobitek na mizi. Obstaja mnogo različic pokra, vendar so pri večini osnovna pravila enaka. 
Gre za igro, ki združuje spretnost, strategijo in srečo. Igra se z običajnim kompletom 52 kart, v nekaterih različicah pa se lahko uporabljajo tudi jokerji. Poker se lahko igra v številnih različicah, med katerimi so najpogostejše Texas Hold'em, Omaha, Seven-Card Stud in Five-Card Draw. 

## Zgodovina
Izvor pokra ni povsem jasen, vendar se domneva, da izhaja iz kombinacije različnih iger, ki so se igrale v Evropi in na Bližnjem vzhodu. Ena najstarejših različic pokra naj bi se igrala v Perziji pod imenom "As Nas". V 19. stoletju se je poker razširil po ZDA, kjer je postal priljubljen med rečnimi prevozniki, vojaki in iskalci zlata. Danes se poker igra po vsem svetu, tako v igralnicah kot na spletnih platformah.

## Pravila igre
Pravila pokra se lahko razlikujejo glede na različico igre, vendar osnovna pravila ostajajo enaka. Cilj igre je osvojiti čim več žetonov, bodisi s sestavljanjem najboljše možne kombinacije kart bodisi z uspešnim blefiranjem, da nasprotniki odstopijo.

##### Osnovne kombinacije kart
1. Royal Flush: Najboljša možna kombinacija, sestavljena iz asa, kralja, dame, fanta in desetke iste barve.
2. Straight Flush: Pet zaporednih kart iste barve.
3. Four of a Kind: Štiri karte enake vrednosti.
4. Full House: Tri karte enake vrednosti in par kart druge vrednosti.
5. Flush: Pet kart iste barve, ki niso v zaporedju.
6. Straight: Pet zaporednih kart različnih barv.
7. Three of a Kind: Tri karte enake vrednosti.
8. Two Pair: Dva para kart različnih vrednosti.
9. One Pair: En par kart enake vrednosti.
10. High Card: Najvišja posamezna karta, če ni nobene od zgoraj naštetih kombinacij.

karta vsakega igralca vidna vsem. Obstajajo tudi bolj zabavne variante, npr. slačipoker. V igralnicah igrajo igro tudi na igralnih avtomatih.

## Strategija
Poker ni le igra sreče, temveč tudi spretnosti in strategije. Uspešni igralci morajo znati brati nasprotnike, upravljati svoje stave in obvladati umetnost blefiranja. Pomembno je tudi obvladovanje lastnih čustev in razumevanje matematičnih verjetnosti.

## Vrste pokra
Poker ima številne različice, ki se med seboj razlikujejo po pravilih, strategiji in načinu igre. Spodaj so opisane nekatere najpogostejše vrste pokra:

### Texas Hold'em
Texas Hold'em je najbolj priljubljena različica pokra, ki se igra v večini velikih turnirjev, vključno s Svetovno serijo pokra (WSOP). Vsak igralec dobi dve lastni karti (hole cards), pet skupnih kart (community cards) pa se razdeli na mizo. Igralci uporabljajo kombinacijo lastnih in skupnih kart za sestavljanje najboljše možne poker kombinacije.

##### Pravila Texas Hold'ema:
1. Vsak igralec dobi dve lastni karti.
2. Na mizo se razdeli pet skupnih kart v treh fazah: flop (prve tri karte), turn (četrta karta) in river (peta karta).
3. Igralci lahko uporabijo katero koli kombinacijo lastnih in skupnih kart za sestavljanje najboljše kombinacije.
4. Potek igre vključuje štiri kroge stav: preflop, flop, turn in river.

### Omaha
Omaha poker je podobna Texas Hold'emu, vendar vsak igralec dobi štiri lastne karte namesto dveh. Za sestavljanje najboljše kombinacije mora igralec uporabiti natanko dve lastni karti in tri skupne karte. Obstaja več različic Omahe, med katerimi sta najpogostejši Omaha Hi in Omaha Hi-Lo.

##### Pravila Omahe:
1. Vsak igralec dobi štiri lastne karte.
2. Na mizo se razdeli pet skupnih kart v treh fazah: flop, turn in river.
3. Igralci morajo uporabiti natanko dve lastni karti in tri skupne karte za sestavljanje najboljše kombinacije.
4. Potek igre vključuje štiri kroge stav: preflop, flop, turn in river.

### Seven-Card Stud
Seven-Card Stud je različica pokra, ki se je igrala pred razcvetom Texas Hold'ema in Omahe. Vsak igralec dobi sedem kart, od katerih so tri obrnjene navzdol in štiri obrnjene navzgor. Cilj je sestaviti najboljšo petkarto kombinacijo.

##### Pravila Seven-Card Stud:
1. Vsak igralec dobi dve lastni karti (obrnjeni navzdol) in eno odprto karto (obrnjeno navzgor).
2. Sledijo štiri kroge, kjer vsak igralec prejme še tri odprte karte in eno lastno karto.
3. Potek igre vključuje pet krogov stav: po delitvi tretje, četrte, pete, šeste in sedme karte.
4. Igralci sestavijo najboljšo petkarto kombinacijo iz sedmih prejetih kart.

### Five-Card Draw
Five-Card Draw je preprosta različica pokra, ki je bila priljubljena v začetku 20. stoletja. Vsak igralec dobi pet kart in ima možnost zamenjave določenega števila kart, da izboljša svojo kombinacijo.

##### Pravila Five-Card Draw:
1. Vsak igralec dobi pet lastnih kart.
2. Sledi en krog stav.
3. Igralci lahko zamenjajo poljubno število kart iz svoje roke.
4. Po menjavi sledi še en krog stav.
5. Igralci pokažejo svoje karte, najboljša kombinacija zmaga.

### Razz
Razz je različica Seven-Card Stud pokra, kjer je cilj sestaviti najnižjo možno kombinacijo kart. V Razz-u se štejejo le nizke karte, asi pa so vedno najnižji.

##### Pravila Razza:
1. Vsak igralec dobi dve lastni karti (obrnjeni navzdol) in eno odprto karto (obrnjeno navzgor).
2. Sledijo štirje krogi, kjer vsak igralec prejme še tri odprte karte in eno lastno karto.
3. Potek igre vključuje pet krogov stav: po delitvi tretje, četrte, pete, šeste in sedme karte.
4. Igralci sestavijo najboljšo petkarto kombinacijo iz sedmih prejetih kart, pri čemer se upoštevajo le nizke karte.

## Blefiranje
Blefiranje je ključni element pokra. Igralci lahko z visokimi stavami in samozavestnim obnašanjem prepričajo nasprotnike, da imajo močno kombinacijo kart, čeprav je v resnici nimajo. Uspešno blefiranje zahteva poznavanje nasprotnikov in občutek za pravi trenutek.

## Sodobni poker
Poker se je v zadnjih desetletjih močno razvil. Pojav spletnih poker sob je omogočil, da lahko igralci igrajo poker kjerkoli in kadarkoli. Poleg tega se vsako leto organizirajo številni veliki turnirji, kot so Svetovna serija pokra (World Series of Poker), Evropska poker turneja (European Poker Tour) in Svetovna poker turneja (World Poker Tour), kjer najboljši igralci z vsega sveta tekmujejo za prestižne naslove in bogate denarne nagrade.

## Zanimivosti
Poker je priljubljena igra v ameriških filmih o Divjem zahodu. Igra je danes razširjena po celem svetu z izjemo Afrike.